# Le Dernier Souffle (Torchwood)
Pour les articles homonymes, voir Le Dernier Souffle.
Le Dernier Souffle (From Out of the Rain) est le dixième épisode de la deuxième saison de la série britannique Torchwood.

## Accroche
Alors que Gwen et Owen sont allés voir avec Ianto la réouverture d'un vieux cinéma, des artistes itinérants filmés sur les bandes s'échappent. Ils circulent dans la ville, ôtant le souffle de certains habitants.

## Résumé
L'Électro, un vieux cinéma rouvre ses portes pour une soirée spéciale. Or, sur les bandes de celluloid le monteur trouve des scènes de forains itinérants datant du début du XXe siècle assez étranges, lors des débuts du cinéma. Deux artistes issus de la bande, le Ghostmaker (le monsieur loyal) et Pearl ("la femme sirène") arrivent à s'enfuir du film sous forme d'ombres et s'attaquent à une jeune fille qui attendait le bus. Ayant vu le film dans la salle, Gwen, Owen et Ianto notent que le cinéma doit s'arrêter pour d'étranges raisons techniques. Ianto est persuadé d'avoir vu Jack sur une séquence.
Pendant ce temps là, les deux artistes se baladent dans Cardiff, enfermant dans une sorte de flasque d'argent le souffle de quelques victimes afin qu'ils soient "a jamais leur public", laissant leur hôte déshydraté et vivant à moitié (le cœur bat mais ils ne respirent plus.) Enquêtant là dessus, l'équipe de Torchwood remonte l'histoire des compagnies itinérantes, et Jack explique que lorsqu'il a rejoint ces compagnies sous le nom de "l'homme qui ne mourrait pas" des rumeurs circulaient sur des artistes nommés les "Night Travellers" (les voyageurs de la nuit) qui ne jouaient qu'au milieu de la nuit et semblaient venir "de la pluie", disparaissant et emmenant des gens avec eux. Ils retrouvent une vieille dame qui dit les avoir rencontré ainsi qu'une rumeur expliquant aux gens de retenir leur souffle lorsqu'ils les voyaient passer.
Les deux fantômes décident de faire ressortir leurs anciens employés des bobines du cinéma, alors qu'au même moment, Jack pense à une solution consistant à les filmer de nouveau afin de les faire disparaître en passant la bobine sous la lumière du soleil. Alors qu'ils les font disparaître, le Ghostmaker fait tomber sa fiole, libérant les souffles des êtres humains. Ianto ne réussit à rattraper qu'une seule vie, celle d'un jeune garçon hospitalisé qu'ils réussiront à ramener à la vie.
Jack termine en expliquant que les artistes peuvent revenir si quelqu'un d'autre passe un des films où ceux-ci ont été "immortalisés". Il finit par remettre la flaque dans un coffre de Torchwood en attendant leur potentiel retour.

## Continuité
- Owen n'intéresse pas le Ghostmaker car il « n'a pas de souffle » suite directe des évènements de l'épisode Le Gant de la résurrection.
- Jack dit avoir participé à une troupe de théâtre itinérant dans les années 1920 pour le besoin d'une enquête. Sur la page Torchwood consacrée à l'épisode on peut voir l'intégralité du métrage, montrant Jack en train de bonimenter son rôle "d'homme qui ne meurt jamais".

## Continuité avec leWhoniverse
- Owen demande à Gwen si elle reconnaît l'un de ses ancêtres dans le vieux film, or elle est une descendante de Gwineth (Des morts inassouvis), jouée elle aussi par l'actrice Eve Myles.

## Production

### Casting
- Julian Bleach, qui joue le rôle du Ghostmaker, jouera la même année le rôle de Davros dans Doctor Who.